# Иайя Кизикская

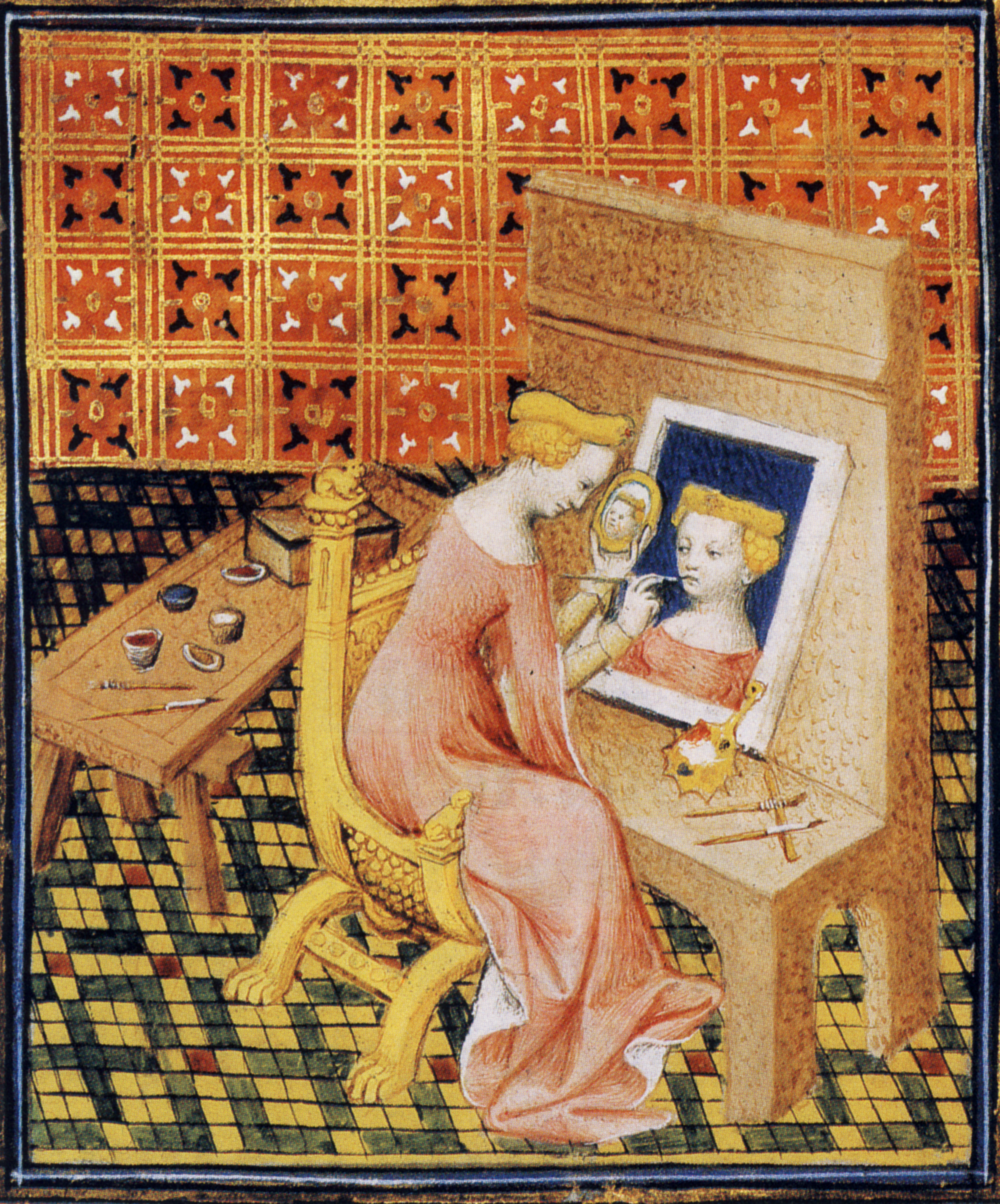
Портрет Иайи в рукописи Боккаччо

Иайя — древнеримская художница, жившая в I в. до н. э.
Об Иайе рассказывает Плиний Старший в своём труде «Естественная история» наряду с Тимаретой, Эйреной, Аристаретой и Эскулапой. Он сообщает, что Иайя, старая дева (лат. Perpetua virgo — буквально означает «вечная дева», возможно, означает принадлежность к какому-то культу), родилась в городе Кизике в Малой Азии и жила во времена Марка Теренция Варрона. Она была известной художницей, писала кистью и по слоновой кости. Плинию были известны её большая картина, написанная в Неаполе и изображавшая старуху, и автопортрет перед зеркалом. Он знал Иайю как художницу с быстрой техникой рисования и утверждал, что она получала больше денег, чем известные в те времена художники-портретисты Сополид и Дионисий, работами которых были полны пинакотеки. Большая часть картин Иайи изображала женщин.
У Боккаччо в De mulieribus claris она - "Марсия, дочь Варрона".